# Cratere Rebecca
Rebecca  è un cratere sulla superficie di Venere.